# Wagnergasse (Jena)

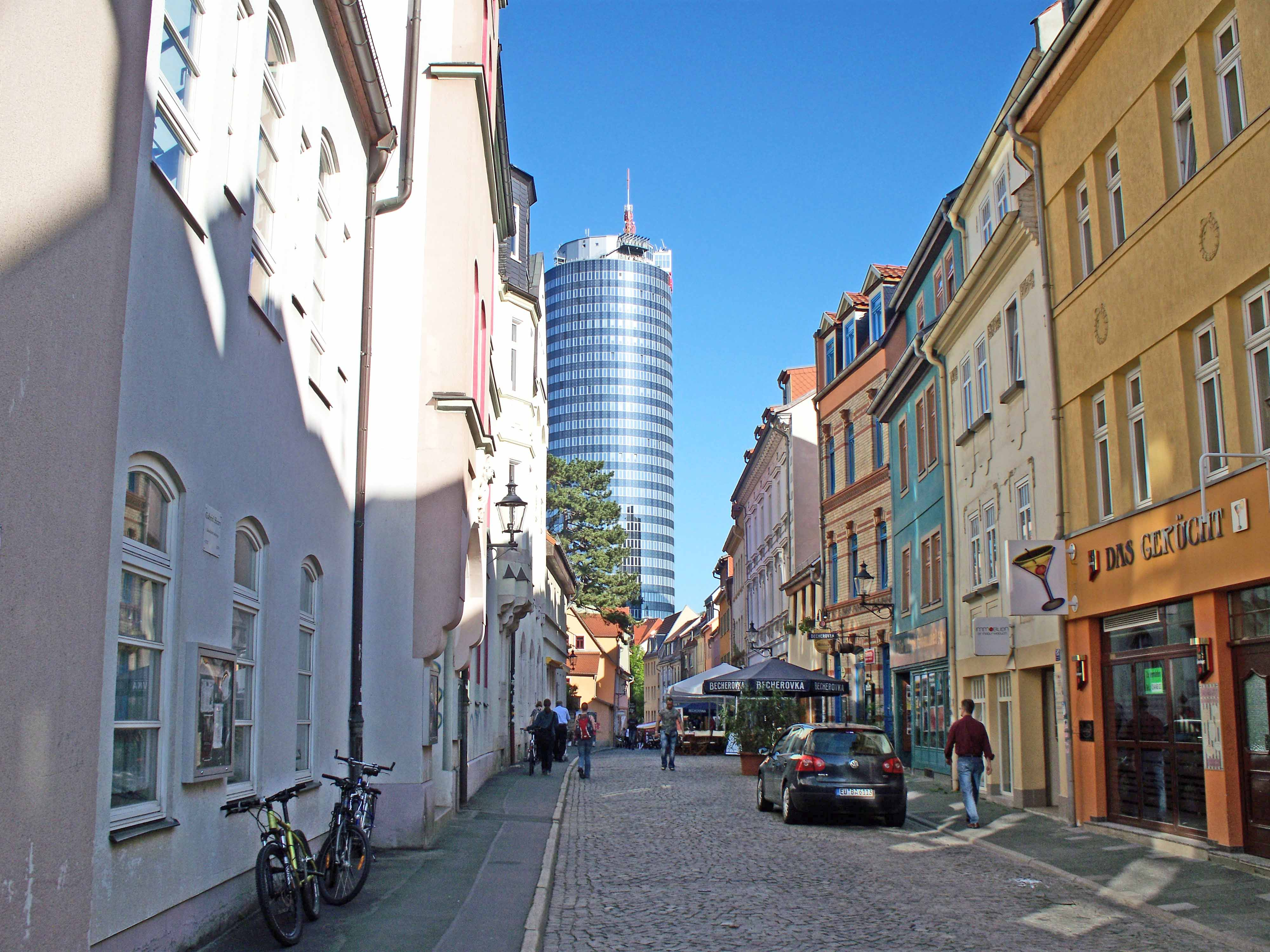
Wagnergasse

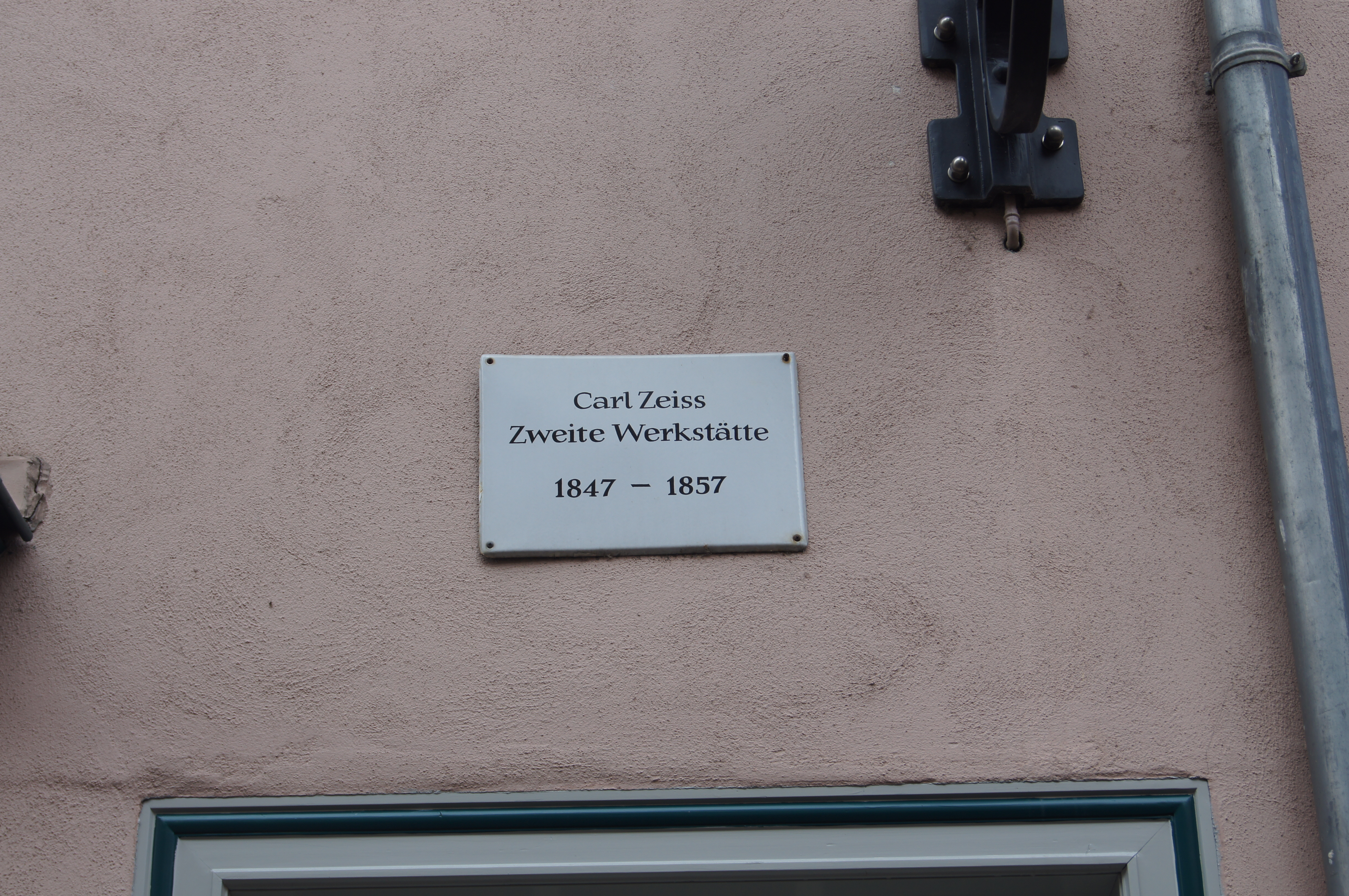
Gedenktafel für die zweite Werkstätte von Carl Zeiß

Die Wagnergasse in der Innenstadt von Jena wurde nach der alten Wagnerzunft benannt. Sie ist größtenteils als Fußgängerzone ausgebildet. Einige Gebäude der Straße stehen auf der Liste der Kulturdenkmale in Jena. Es befindet sich hier die Kirche St. Johannes Baptist. Die Wagnergasse ist eine der ältesten Gassen Jenas.
Die Wagnergasse ist die Kneipenmeile mit 15 Cafés, Bars und Restaurants der Universitätsstadt Jena und gilt als Besuchermagnet. Die Wagnergasse verläuft vom Johannisplatz, gegenüber dem Johannistor, bis zur August-Bebel-Straße, wo sie einmündet. Bis in die 1930er Jahre war diese Straße die einzige Jenas gewesen, die in westliche Richtung führte. Bis in die 1970er Jahre fuhren hier Straßenbahnen.
Diese Gasse wurde einst als Durchfahrtsstraße genutzt, die auch Johann Wolfgang von Goethe zuweilen per Kutsche passierte. Diese Straße führte einst nach Erfurt und Weimar und war eine Handelsstraße und auch die Hauptstraße der Stadt. Carl Zeiß hatte in der Wagnergasse 32 von 1847 bis 1857 seine zweite Werkstatt. Eine Gedenktafel an dem Gebäude erinnert daran. In der Wagnergasse 27 wohnte der Dramatiker August von Kotzebue. Es war dessen eigenes Haus.